# Combo guard

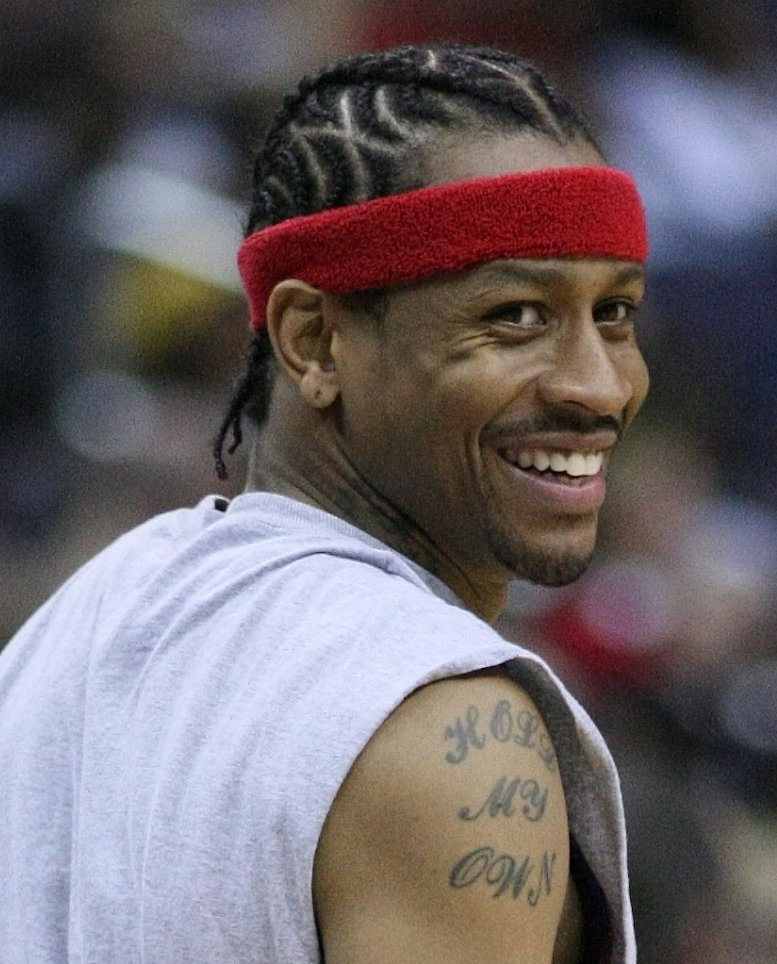
Allen Iverson

Combo guard – pojęcie w koszykówce oznaczające zawodnika łączącego cechy rozgrywającego i rzucającego obrońcy oraz mogącego grać na obu tych pozycjach. Termin ten powstał w odniesieniu do stylu gry prezentowanego przez graczy takich jak Allen Iverson czy Penny Hardaway.